# Ghiacciaio Bingham
Il ghiacciaio Bingham (in inglese Bingham Glacier) è un ghiacciaio lungo 25,5 km situato sulla costa di Wilkins, nella parte orientale della Terra di Palmer, in Antartide. Il ghiacciaio, il cui punto più alto si trova a circa 501 m s.l.m., fluisce in direzione est fino ad andare ad alimentare la piattaforma glaciale Larsen D, in corrispondenza dell'estremità settentrionale dello stretto di Stefansson, poco a nord di capo Reichelderfer.

## Storia
La costa su cui si trova il ghiacciaio Bingham fu fotografata durante una ricognizioni aeree effettuate da Sir Hubert Wilkins nel 1928 e da Lincoln Ellsworth nel 1935 mentre fu mappata nel corso della spedizione britannica nella Terra di Graham, 1934-37, al comando di John Rymill. Quest'ultimo nel 1936 aveva attraversato la Penisola Antartica fino ad arrivare sulla costa orientale ad un punto poco a sud del ghiacciaio assieme a E. W. Bingham. Il ghiacciaio fu quindi rinominato nel 1947 dal Comitato consultivo dei nomi antartici proprio in onore di E. W. Bingham, chirurgo e tenente comandante della marina militare britannica, nonché membro della suddetta spedizione.